# Никонова, Валентина Геннадьевна
Валентина Геннадьевна Никонова (5 марта 1952, Казань, СССР) — советская фехтовальщица на рапирах, олимпийская чемпионка 1976 года, чемпионка мира, заслуженный мастер спорта СССР (1973).

## Спортивная карьера
- Олимпийская чемпионка 1976 года в командных соревнованиях на рапирах.
- Чемпионка мира 1973 года в личной рапире, 1974, 1977 годов в командной рапире, серебряный призёр 1973 года в команде.
- 5-кратная чемпионка Европы (1974—1978 — в командном зачете).
- Победительница турнира на Кубок Жанти 1973 года.
- 6-кратная чемпионка СССР (1974 — в личном зачете, 1974—1978 — в команде), обладательница Кубков РСФСР.

В 1974 году стала обладательницей Кубка Европы и была признана лучшей фехтовальщицей мира.

## Биография
После завершения спортивной карьеры живёт в Казани, с 1995 года работает старшим преподавателем, профессором кафедры физической культуры и спорта в Казанской государственной архитектурно-строительной академии.
В 1973 году награждена почетным званием «Заслуженный мастер спорта СССР». Член КПСС с 1978 года.
Награждена медалью СССР «За трудовую доблесть»,  почётным знаком России «За заслуги в развитии физической культуры и спорта» (2002).
- Орден «Дуслык» (2022) — за многолетний плодотворный труд и значительный вклад в развитие физической культуры и спорта[2].

### Семья
Муж — Владимир Васильевич Житлов, тренер.